# Kościół Ścięcia św. Jana Chrzciciela w Grzawie
Kościół parafialny pw. św. Jana Chrzciciela – kościół parafialny w Grzawie, w gminie Miedźna, w powiece pszczyńskim.
Kościół znajduje się na Szlaku Architektury Drewnianej województwa śląskiego w pętli pszczyńskiej.

## Historia
Pierwszy kościół istniał tu już prawdopodobnie w XIV wieku. Obecny wzniesiony został na początku XVI wieku. W latach 1580–1628 w posiadaniu protestantów, później odzyskany przez katolików i prawdopodobnie przebudowany ok. 1690 r.

## Konstrukcja

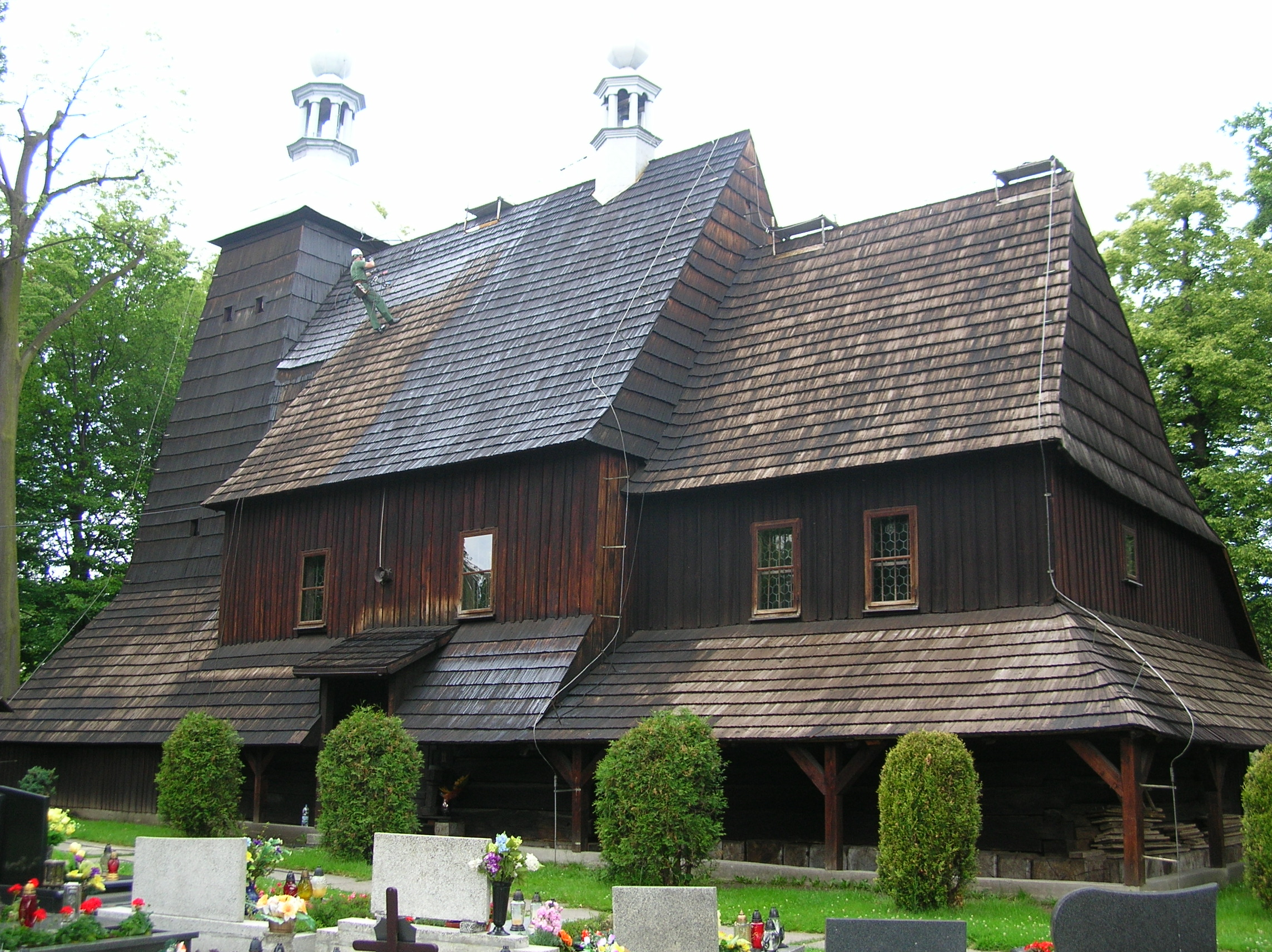

Kościół drewniany o konstrukcji zrębowej, na podwalinach z kłód dębowych, orientowany, z wieżą konstrukcji słupowej od strony zachodniej. Prezbiterium zamknięte prostą ścianą, z zakrystią od strony północnej. Nawa szersza od prezbiterium, na rzucie zbliżonym do kwadratu. Dachy nad prezbiterium i nawą siodłowe, kryte gontem. Nad nawą barokowa, sześcioboczna wieżyczka na sygnaturkę z latarnią, kryta blachą. Wieża o ścianach pochyłych, pobitych gontem, zwieńczona dachem namiotowym, krytym blachą, przechodzącym w ośmioboczną, barokową latarnię. Na zewnątrz kościół (z wyjątkiem ściany zakrystii) otoczony sobotami wspartymi na słupach z zastrzałami. Soboty otwarte, jedynie wokół wieży szalowane, kryte gontem. Ściany prezbiterium i nawy powyżej dachu sobót szalowane deskami. Pod wieżą, od zachodu, odrzwia pierwotnie zamknięte łukiem półkolistym. Od południa, w kruchcie, odrzwia z zachowanym fragmentem ostrołukowego, gotyckiego nadproża. Okna zamknięte łukami segmentowymi. Wnętrza nakryte płaskimi stropami. Łuk tęczowy spłaszczony. Chór muzyczny podparty na czterech słupach, nowszy niż reszta świątyni.

## Wyposażenie
Wyposażenie wnętrza głównie barokowe, z XVII i XVIII wieku, częściowo również XIX-wieczne. Ołtarz główny barokowy z końca XVII w., odnowiony w 1870 r. przez Karola Stankiewicza z Kęt, z bramkami po bokach i bogatą dekoracją snycerską, z rzeźbami św. Piotra i św. Pawła oraz obrazem z 1690 r. przedstawiającym Matkę Boską z Dzieciątkiem. Dwa ołtarze boczne oraz organy barokowe, z XVII w. Ława kolatorska i ławy barokowe, z 1798 r. Kilka obrazów z XVIII w.

## Otoczenie kościoła
Od południa, zachodu i północy kościół otoczony jest drewnianym ogrodzeniem budowanym na zrąb, z gontowym, dwuspadowym daszkiem. W ogrodzeniu dwie murowane, tynkowane bramki z wejściami zamkniętymi półkoliście i nakrytymi siodłowymi daszkami gontowymi. Ogrodzenie od wschodu wykonane z desek rozpiętych między murowanymi słupkami.